# Leucothoe tonkinensis
Leucothoe tonkinensis là một loài thực vật có hoa trong họ Thạch nam. Loài này được Dop mô tả khoa học đầu tiên năm 1930.